# Jacanidae
Os jacanídeos (Jacanidae) são uma família de aves limícolas tropicais que inclui oito espécies de jaçanãs. São encontrados nas regiões tropicais ao redor do mundo. Eles são conhecidos por seus dedos dos pés e unhas alongados que lhes permitem distribuir seu peso enquanto forrageiam em vegetação aquática flutuante ou semi-emergente. Também estão entre os raros grupos de aves em que as fêmeas são maiores, várias espécies mantêm haréns de machos na época de reprodução, sendo os machos os únicos responsáveis pela incubação dos ovos e pelo cuidado dos filhotes.
Na taxonomia de Sibley-Ahlquist, os jaçanídeos são incluídos na ordem dos Ciconiiformes em vez dos Charadriiformes.

## Diversidade
Oito espécies de jaçanãs existentes são conhecidas de seis gêneros, e quatro espécies fósseis foram descritas do Oligoceno do Egito e do Plioceno da Flórida. Um fóssil de estratos do Mioceno na República Tcheca foi atribuído a esta família, mas uma análise mais recente contesta a localização e move a espécie para a família Coraciidae.
Jaçanãs são identificáveis por seus dedos alongados e unhas que os permitem caminhar na vegetação flutuante nos lagos rasos, que são seus habitats preferidos. Eles têm bicos afiados e asas arredondadas, alguns contêm esporas carpais, e muitas espécies também têm barbatanas e ínfulas frontais em suas testas. Os jacanídeos já foram colocados na família Parridae baseada no gênero Parra, mas o nome da família foi modificado para Jacanidae baseado no gênero-tipo Jacana. A família está inserida na ordem Charadriiformes sob a subordem Scolopaci, de qual é aparentada com a Rostratulidae. No geral, possuem dez penas na cauda, ao contrário da maioria dos outros grupos de aves limícolas, que têm doze. Eles têm um ceco rudimentar. A maioria das jaçanãs possui cinco vértebras no pescoço, com exceção de Hydrophasianus chirurgus, que possui seis.

Adaptações dos ossos das asas nas jaçanãs

Em termos de dimorfismo sexual, as fêmeas de jaçanãs são maiores que os machos, mas são semelhantes na plumagem. O macho, assim como em algumas outras famílias de aves limícolas (como os falaropos), assume a responsabilidade pela incubação e cuidado dos filhotes, e a maioria das espécies são poliândricas, com exceção da jaçanã-pequena, que é monogâmica. Constroem ninhos relativamente frágeis na vegetação flutuante e colocam ovos com estrias escuras irregulares em suas cascas, fornecendo camuflagem entre ervas daninhas aquáticas. Os ovos são ligeiramente menores do que em espécies comparáveis, e foi concluído que isso pode ser devido a uma compensação evolutiva, dado em questão o maior número de ninhadas colocadas pelos membros desta família. Jaçanãs machos chocam os ovos entre as asas e o corpo, essa função pode ser auxiliada por uma adaptação especial nos ossos da asa, com um alargamento da lacuna entre o rádio e a ulna. Os filhotes também podem ser mantidos sob as asas e transportados para um local seguro pela ave progenitora em algumas espécies. Filhotes mergulham na água e ficam submersos apenas com o bico fora d'água. Algumas jaçanãs adultas também usam a mesma técnica de ficar submersas. A jaçanã-africana passa por uma muda simultânea de suas penas das asas, levando a um período de ausência do voo. Sua muda está relacionada à capacidade de procriar oportunisticamente com base na disponibilidade de chuvas.
A dieta consiste principalmente em insetos e outros invertebrados colhidos na vegetação flutuante ou da superfície, mas sementes de plantas aquáticas também podem ser consumidos. A jaçanã-comum é conhecida por retirar carrapatos nas capivaras. Foi descoberto que o conteúdo estomacal das jaçanãs contém raízes de plantas, caules e algas, mas acredita-se que isso possa ser ingerido acidentalmente junto com suas presas invertebradas.
A maioria das espécies tem asas arredondadas e caudas curtas. O voo tende a ser lento e fraco. A maioria das espécies é residente, mas a jaçanã-rabo-de-faisão migra do norte de sua distribuição para a Índia peninsular e sudeste da Ásia.

## Espécies e gêneros
| Imagem            | Nome científico          | Nome comum            | Distribuição                   | Estado |
| ----------------- | ------------------------ | --------------------- | ------------------------------ | ------ |
|                   | Microparra capensis      | Jaçanã-pequena        | África Central e do Sul        | LC     |
|                   | Actophilornis africanus  | Jaçanã-africana       | África Central e do Sul        | LC     |
|                   | Actophilornis albinucha  | Jaçanã-malgaxe        | Madagascar                     | EN     |
|                   | Irediparra gallinacea    | Jaçanã-de-crista      | Malásia, nordeste da Austrália | LC     |
|                   | Hydrophasianus chirurgus | Jaçanã-rabo-de-faisão | Ásia                           | LC     |
|                   | Metopidius indicus       | Jaçanã-asas-de-bronze | Ásia                           | LC     |
|                   | Jacana spinosa           | Jaçanã-do-norte       | México, América Central        | LC     |
|                   | Jacana jacana            | Jaçanã-comum          | Panamá, América do Sul         | LC     |
| Espécies extintas |                          |                       |                                |        |
|                   | Jacana farrandi          |                       | Plioceno, Flórida              | EX     |
|                   | Nupharanassa bulotorum   |                       | Baixo Oligoceno, Egito         | EX     |
|                   | Nupharanassa tolutaria   |                       | Baixo Oligoceno, Egito         | EX     |
|                   | Janipes nymphaeobates    |                       | Baixo Oligoceno, Egito         | EX     |

## Relação com humanos
As jaçanãs nunca tiveram uma importância particular para os humanos. Devido à pouca acessibilidade de seus habitats, elas nunca desempenharam um papel como fornecedores de carne, ovos, ou como combatentes de pragas.
Como as espécies dessa família dependem de pântanos e lagos densamente cobertos de vegetação, acabam sendo muito sensíveis às mudanças em seus habitats. O ambiente natural dessas aves está diminuindo devido à drenagem dos pântanos. Em outros casos, os humanos também criaram novos habitats para as jaçanãs, por exemplo, no reservatório de Kariba, onde podem viver e até reproduzirem-se. Os lagos artificiais só são adequados desde que a vegetação não seja removida por razões estéticas.
Indiretamente, os humanos também prejudicam as jaçanãs por meio da introdução de animais e plantas invasores. Assim, os jacintos-de-água da América do Sul se espalharam em alguns lagos africanos; estes tornam-se muito densos e altos para serem capazes de formar uma vegetação adequada. Já na Austrália, a principal ameaça é o grande número de ungulados introduzidos que com plantas aquáticas de lagos inteiros.
Mesmo assim, das oito espécies existentes da família, apenas a jaçanã-malgaxe está ameaçada de extinção em escala global, as outras sete espécies estão classificadas como Pouco Preocupantes pela IUCN.